# Biton ehrenbergi
Espèce
Biton ehrenbergi est une espèce de solifuges de la famille des Daesiidae.

## Distribution
Cette espèce se rencontre en Italie, en Grèce, à Chypre, en Tunisie, en Égypte, en Israël, au Soudan, en Éthiopie, en Somalie et en Arabie saoudite.

## Description
Les mâles décrits par Roewer en 1933 mesurent de 14 à 18 mm et la femelle 18 mm.

## Publication originale
- Karsch, 1880 : Zur Kenntnis der Galeodiden. Archiv fèur Naturgeschichte, vol. 46, no 1, p. 228-243 (texte intégral).